# كوروكافاك- بشيري
كوروكافاك (بالكردية: Hemdûna) هي قرية تقع في قضاء بشيري بمحافظة بطمان في تركيا. يسكن القرية أكراد من غير القبائل، وبلغ عدد سكانها 109 نسمة حسب إحصاءات عام 2021. وتعتبر القرية من المناطق التي يقطنها الإيزيديون.
قرية أورتالان تعتبر ملحقة بقرية كوروكافاك.

## المراجع

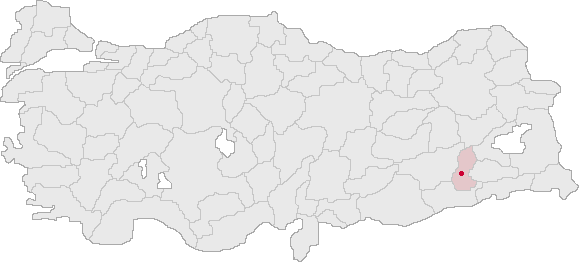
ولاية بطمان الواقعة أقصى جنوب شرق تركيا في منطقة كردستان تركيا.